# 傑·普利茲克露天音樂廳
傑·普利茲克露天音樂廳，又稱為普利茲克露天音樂廳 或者普利茲克音樂廳是一個坐落在美國庫克縣芝加哥環區社區範圍裡的千禧公園之內。位於倫道夫街的南端和芝加哥地標密歇根大道歷史區的東面，音樂廳為以傑．普利茲克本人的名字命名，其家族以擁有凱悅酒店 聞名。該建築由建築師法蘭克·蓋瑞所設計，於1999年4月接手了設計委員會。音樂廳於1999年6月至2004年7月間構建，並在2004年7月16日正式開幕。
普利茲克音樂廳是千禧公園的設計主體，並作為格蘭特公園交響樂團及合唱團的駐地場所。此外，音樂廳亦同時包辦了格蘭特公園音樂節，為全國僅存的免費戶外古典音樂表演系列。它還舉辦不同種類的音樂演奏系列和年度性的表演藝術項目。當中表演者範圍甚廣，從主流搖滾樂樂隊以至 古典音樂樂團與歌劇家也有，甚至籌辦過一些例如瑜伽的體能鍛鍊活動。所有活動前的彩排工作都是對外開放，在場亦有接受過培訓的導遊提供導賞服務，深受遊客歡迎。

## 附注
1. ↑  . City of Chicago.   [2007-09-20]. （原始内容存档于2007-08-14）.

## 外部連結
- 千禧公園地圖
- 芝加哥環區地圖